# ЈГСП Нови Сад
Јавно градско саобраћајно предузеће Нови Сад (ЈГСП Нови Сад) je највеће градско предузеће у Новом Саду. Врши јавни превоз у на територији општине Нови Сад и у власништву је града Новог Сада. Основна делатност ЈГСП је превоз путника у градском и приградском саобраћају. Основан је 3. августа 1946. Предузеће обавља и међумесни превоз на територији општина Темерин, Жабаљ, Сремски Карловци и Беочин. Предузеће је у надлежности Скупштине града Новог Сада.

## Историја
Зачеци јавног превоза у Новом Саду сежу до 1868, када је тадашњим градским властима поднета молба којом се тражила дозвола за превоз путника фијакером по граду. Њихов број је стално растао, па је 1884. године њихова делатност регулисана статутом.
Са развојем Града Новог Сада појавила се и идеја о увођењу електричног трамваја који је тада био задња реч технике. Први трамвај у Новом Саду пуштен је 30. септембра 1911.
Када је Нови Сад постао центар Дунавске бановине, 1929. године, територијално се проширивао и број становника се повећавао. Тако је 1930. године градска управа донела одлуку да се за потребе јавног превоза купе три аутобуса. Јавни превоз је био у сталном порасту али је избијањем Другог светског рата и окупацијом дошло до смањења аутобуског саобраћаја. Прекид трамвајског саобраћаја дошао је 1944. услед савезничког бомбардовања када је тешко оштећена електрична централа. Трамвајски превоз је поново заживео 25. маја 1945. Решењем народног одбора 1946. основано је Градско саобраћајно предузеће. Трамвајски превоз потпуно је укинут 1958.
Ради обезбеђења бољих услова за прихват и отпрему путника у међумесном саобраћају, изграђена је Међумесна аутобуска станица и у рад пуштена у децембру 1967.
Седамдесет нових аутобуса марке „Волво” пуштено је у саобраћај 1969. од 110 колико их је било у возном парку ГСП-а те године.
Одлуком Скупштине општине града Новог Сада 1991. ГСП проглашен је за јавно предузеће у надлежности Града. Укинут је Раднички савет и формиран Управни одбор у чијем саставу се налазе представници Града и Предузећа.

## Линије саобраћаја

### Градске линије (I зона)
Све линије градског саобраћаја се сврставају у Ⅰ зону јавног превоза.
Закључно с фебруаром 2021. године, у Новом Саду постоје следеће линије градског саобраћаја:
- 1 Клиса —  центар — Лиман 1
- 2 Центар — Ново насеље
- 3 Детелинара — центар — Петроварадин
- 4 Железничка станица — центар — Лиман 4
- 5 Темерински пут — центар —Авијатичарско насеље
- 5Н Железничка станица — Темерински пут
- 6 Подбара — центар — Адице
- 7:
  - 7а Ново насеље — Лиман 4— железничка станица — Ново Насеље
  - 7б Ново Насеље — железничка станица — Лиман 4 — Ново Насеље
- 8 Ново насеље — центар — Лиман 1
- 9 Ново насеље — Лиман — Петроварадин
- 10 Центар — Индустријска зона Југ
- 11:
  - 11а Железничка станица — болница  — Лиман — железничка станица
  - 11б Железничка станица — Лиман — болница — железничка станица
- 12 Центар - Телеп
- 14 Центар - Сајлово - Ветерник
- 19 Железничка станица — РТВ — Мишелук

Дневне градске линије у саобраћају од 04.30 до поноћи, осим линија 11А, 11Б (од 05.00 до поноћи). Линије 18а и 18б су ноћне и имају четири односно пет полазака између поноћи и 4.00 часова ујутру.
Зглобни аутобуси возе на градским  линијама 4, 5, 7а, 7б, 8 и 9, док су на свим осталим градским линијама соло аутобуси.

### Приградске линије
У приградском саобраћају на територији Града Новог Сада постоји пет зона (Ⅰ, Ⅱ, Ⅲ, Ⅳ, Ⅴ), а у међумесном саобраћају ка суседним општинама постоје још четири, тј. укупно девет зона са одговарајућим подзонама (ⅡА, ⅢA, ⅤA, VБ).
Све приградске линије полазе са терминала код Железничке станице и Међуградске аутобуске станице у Новом Саду (поједини поласци обављају се до терминала у Центру Новог Сада, као и до и од индустријских зона „Север” и „Југ”).
Линије приградском саобраћаја функционишу по принципу турнуса што значи да не постоји тачно одређен интервал полазака, већ аутобуси возе на различитим линијама у току дана (за разлику од градских линија које имају одређени интервал и возило вози само на одређеној линији у току једног дана).
Закључно с октобром 2022, на територији Града Новог Сада постоје следеће линије приградског саобраћаја:
- 21 Шангај (1. зона)
- 22 Каћ
- 23 Будисава
- 24 Ковиљ
- 30 Пејићеви салаши (1. зона)
- 32 Темерин
- 33 Госпођинци
- 35 Ченеј (1. зона)
- 41 Руменка (1. зона)
- 42 Кисач
- 43 Степановићево
- 52 Ветерник (1. зона)
- 53 Футог Стари
- 54 Футог (Грмечка)
- 55 Футог (Браће Бошњак)
- 56 Бегеч
- 60 Сремски Карловци (Белило 2)
- 61 Сремски Карловци (Виноградарска)
- 62 Сремски Карловци (Дудара)
- 63 Чортановци
- 64 Буковац
- 68 Сремска Каменица (Војиново)
- 69 Сремска Каменица (Чардак)
- 71 Сремска Каменица (Боцке)
- 72 Сремска Каменица (Парагово)
- 74 Поповица
- 76 Лединци
- 77 Стари раковац
- 78 Беочин село
- 79 Черевић
- 80 Беочин (БАС)
- 81 Баноштор
- 86 Врдник

## Ноћни превоз
Ноћни превоз у градском саобраћају се обавља на сваких сат времена искључиво на следећим линијама:
- 18а Ново насеље – Детелинара – центар – Лиман – Ново насеље (од 00:30 до 03:30)
- 18б Ново насеље – Лиман – центар – Детелинара – Ново насеље (од 00:00 до 04:00)

У приградском и међумесном саобраћају постоји по један полазак у оба смера на следећим линијама:
- 24Н Нови Сад (железничка станица) – Каћ – Будисава – Ковиљ
- 32Н Нови Сад (међуградска аутобуска станица) – Бачки Јарак – Темерин
- 43Н Нови Сад (железничка станица) – Руменка – Кисач – Степановићево
- 56Н  Нови Сад (железничка станица) – Ветерник – Футог – Бегеч
- 61Н Нови Сад (међумесна аутобуска станица) – Петроварадин – Сремски Карловци (Виноградарска)

У ноћном превозу важи исти тарифни систем као и у дневном превозу.

## Линије које су некад постојале и некадашње трасе постојећих линија
Неке линије које данас постоје, некада су саобраћале другим трасама или су скраћене:
- 1 Клиса – Центар – Телеп (део трасе је преузела линија 12)
- 2С Центар - Сателитска пијаца
- 5 Темерински пут – Центар ДТД (1. јул 2012 – 12. јануар 2013)
- 5 Темерински пут – Центар – железничка станица (13. јануар 2013 – 30. новембар 2014 и враћена је поново и саобраћа само недељом до 14:30 часова)
- 5А Темерински пут – Центар – Градско гробље (део трасе је преузела линија 14)
- 9 Сателит - Стари Мајур (Петроварадин)
- 12 Центар – Сателит – Ново насеље
- 12 Центар – Телеп – Ново насеље (од 1. децембра 2014. саобраћа само до Телепа, део трасе до Новог насеља преузела линија 7)
- 17 Железничка станица – Индустријска зона „Велики рит” (1. децембар 2011 – 1. јун 2012)
- 18 Центар – Авијатичарско насеље (1. јул 2012 – 30. новембар 2014. године, трасу преузела линија 5)

У ноћном градском саобраћају:
- 19А Клиса – Центар – Петроварадин (укинута 1. септембра 2017. године)
- 19Б Петроварадин – Центар – Клиса (укинута 1. септембра 2017. године)

У приградском и међумесном саобраћају:
- 25 Шајкаш
- 26 Ђурђево
- 27 Гардиновци
- 34 Сириг (Камендин) (укинута 1. марта 2011)
- 36 Жабаљ
- 37 Сириг (преко Ченеја)
- 44 Бачки Петровац
- 51А Железничка станица-Сајлово-Ветерник (01.јул 2025.)
- 51Б Ветерник-Сајлово-Железничка станица (01.јул 2025.)
- 63 Чортановци преко Виноградарске у Ср. Карловцима (укинута 1. априла 2003, 2003 - 2005 је саобраћала за Буковац)
- 70 Железничка станица - Институт (укинута 1. априла 2012)
- 75 Железничка станица - Нови Лединци
- 82 Железничка станица - Сремска Каменица - Свилош
- 83 Железничка станица - Сремска Каменица - Грабово
- 86 Железничка станица - Врдник, хотел „Термал” (укинута 2018, враћена 1. 10. 2021. са трасом преко Старог Раковца, Етно Села Врдничка Кула, до аутобуске станице у Врднику)
- 92 Сурчин (Аеродром Никола Тесла)

## Возни парк
У возном парку ЈГСП „Нови Сад” тренутно се налази 290 аутобуса (89 зглобних и 201 соло аутобуса). Највећи део возног парка чине „Необусови” аутобуси на шасијама које производи шведски „Волво”. Број „Мерцедеса” и „БМЦ” аутобуса је такође значајан. Известан број је и „Икарбусових” аутобуса, док је мањи број аутобуса произвођача „Соларис” и „Ивеко Ирисбус”. Од 2015. до 2018. године купљено је 42 нова аутобуса марке „Икарбус”. Значајна обнова возног парка обавила се 2019. године, када је купљено 63 нова аутобуса (43 соло и 20 зглобних). Следеће године из кредита Европске банке купљено је још 29 аутобус (24 соло и 5 зглобних). Нови Сад је 2022. године наручио првих 10 соло електричних аутобуса, типа Solaris Urbino 12 Electric.
Икарбус
- - ИК-218Н
  - Година производње: 2016. (гаражни бројеви: 964, 965, 966, 967, 968, 969, 970, 971, 972, 973)
  - ИК-112
  - Година производње: 2015. (гаражни бројеви: 948, 949, 950, 951, 952, 953, 954, 955, 956, 957, 958, 959, 960, 961, 962, 963)
  - Година производње: 2017. (гаражни бројеви: 974, 975, 976, 977, 978, 979, 980, 981, 982)
  - Година производње: 2018. (гаражни бројеви: 983, 984, 985, 986, 987, 988, 989)
  - IK112LE
  - Година производње: 2015. (гаражни бројеви: 1135, 1136, 1137, 1138, 1139)

Необус
- - Neobus 405G - Volvo B10M
  - Година производње: 1997. (гаражни бројеви: 710, 712, 717, 718, 719, 722, 724, 726, 738, 739, 740, 741, 742, 744, 745, 747, 748, 750, 751, 752, 753, 754, 755, 756, 757)
  - Година производње: 2002. (гаражни бројеви: 780, 781, 782, 783, 784, 785, 786, 787, 788, 789)
  - Neobus 405GZ - Volvo B10MA
  - Година производње: 2002. (гаражни бројеви: 790, 791, 792, 793, 794, 795, 796, 797, 798, 799)

- Solaris
  - Urbino 12 CNG
  - Година производње: 2011. (гаражни бројеви: 917, 918, 919, 920, 921)
  - Urbino 12 Electric
  - Година производње: 2022. (гаражни бројеви: 1090, 1091, 1092, 1093, 1094, 1095, 1096, 1097, 1098, 1099)
  - Urbino 18
  - Година прозводње: 2013. (гаражни бројеви: 1115, 1116, 1117, 1118, 1119, 1120, 1121, 1122, 1123, 1124, 1125, 1126, 1127, 1128, 1129, 1130, 1131, 1132, 1133, 1134)

Ирисбус
- - Crossway LE
  - Година производње: 2011. (гаражни бројеви: 928, 929, 930, 931, 932, 934, 936, 937, 938, 939, 940, 941, 942)
  - Citelis 12 CNG
  - Година производње: 2012. (гаражни бројеви: 943, 944, 945, 946, 947)

Фениксбус
- - Feniksbus FBI83M
  - Година производње: 2019. (гаражни бројеви: 990, 991, 992, 993, 994, 995, 996, 997)

Мерцедес-Бенц
- - Conecto NGT
  - Година производње: 2019. (гаражни бројеви: 998, 999, 1000, 1001, 1002, 1003, 1004, 1005, 1006, 1007, 1008, 1009, 1010, 1011, 1012, 1013, 1014, 1015, 1016, 1017, 1018, 1019, 1020, 1021, 1022, 1023, 1024, 1025, 1026, 1027, 1028, 1029, 1030, 1031, 1032, 1033, 1034, 1035, 1036, 1037, 1038, 1039, 1040)

 БМЦ 
- - Procity 18 CNG
  - Година производње: 2020. (гаражни бројеви: 1041, 1042, 1043, 1044, 1045, 1046, 1048, 1049, 1050, 1051, 1052, 1053, 1054, 1055, 1056, 1057, 1058, 1059, 1060, 1085, 1086, 1087, 1088, 1089)
  - Procity 12 CNG
  - Година производње: 2020. (гаражни бројеви: 1061, 1062, 1063, 1064, 1065, 1066, 1067, 1068, 1069, 1070, 1071, 1072, 1073, 1074, 1075, 1076, 1077, 1078, 1079, 1080, 1081, 1082, 1083, 1084)

Scania hess
- Година производње: 2007. (гаражни бројеви: 1100, 1101, 1102, 1103, 1104, 1105, 1106, 1107, 1108, 1109, 1110, 1111, 1112, 1113)